# Dhulikoppa, Kalghatgi
Dhulikoppa là một làng thuộc tehsil Kalghatgi, huyện Dharwad, bang Karnataka, Ấn Độ.